# Ahrensburgkultur
Ahrensburgkulturen er en arkæologisk kultur, der i istidens sidste fase (ca. 10.500 f.Kr. – 9.000 f.Kr.) udøvedes i den sydlige, isfrie del af det skandinaviske område. Ahrensburgkulturen, der var en tundrajægerkultur, afløste Brommekulturen og blev afløst af Maglemosekulturen. Sammen med Hamburgkulturen, Federmesserkulturen og Brommekulturen hører Ahrensburgkulturen til gruppen af rensdyrjægerkulturer i modsætning til Maglemosekulturen, der udpræget er en skovjægerkultur. At en boplads fra Ahrensburgkulturen, Stellmoor, lå oven på en boplads fra den tidligere Hamburgkultur antyder, at Ahrensburgkulturen var en videreudvikling af Hamburgkulturen.
Ahrensburgkulturen har navn efter fundstedet, Ahrensburg-tunneldalen i det sydøstlige Holsten, udgravet af Alfred Rust i 1930'erne.
| Periode             | Ældre Hamburgkultur       | Yngre Hamburgkultur       | Federmesserkultur         | Brommekultur                  | Ahrensburgkultur         |
| ------------------- | ------------------------- | ------------------------- | ------------------------- | ----------------------------- | ------------------------ |
| Tidsrum             | ca.12.800-ca.12.500 f.Kr. | ca.12.500-ca.12.000 f.Kr. | ca.12.000-ca.11.200 f.Kr. | ca.11.800-ca.10.500 f.Kr.     | ca.10.500-ca.9.000 f.Kr. |
| Klimaperiode        | Ældste Dryas, Bøllingtid  | Bøllingtid                | Ældre Dryas, Allerødtid   | Allerødtid                    | Yngre Dryas              |
| Plantevækst         | tundra                    | parktundra                | tundra                    | parktundra                    | tundra                   |
| Dyreliv (jagtvildt) | rensdyr                   | rensdyr                   | rensdyr                   | rensdyr, elg, irsk kæmpehjort | rensdyr                  |
| Typeredskab         | kærvspids                 | Havelte skafttunge        | rygspids, wehlen-skraber  | store skafttungepile          | zonhoven-pilespids       |
| Typelokalitet       | Meiendorf                 | Slotseng                  | Slotseng                  | Bromme                        | Sølbjerg                 |

## Klima og levevilkår
Omkring 10.600 f.Kr. indtrådte der en ny kuldeperiode: gennemsnitstemperaturen i sommerperioden faldt til omkring 10 °C, og vinteren prægedes af store snefald. Den åbne, lyse birkeskov bukkede under for det koldere klima, og tundraen blev atter fremherskende. Tiden kaldes yngre Dryas og varede til omkring 9.500 f.Kr.
Dette temperaturskift skete omtrent samtidigt med, at den skandinaviske isbræs afsmeltning åbnede en passage fra den Baltiske issø ud til havet i vest. Derved faldt vandstanden i øst med henved 10 m samtidigt med, at den steg mod vest, hvorved landområdet her blev mindre; kystlinjen for Doggerland forflyttedes sydover.
Disse forandringer synes dog ikke at have påvirket dyrelivet så meget: rensdyrflokkene forblev i det sydskandinaviske område og synes fortsat at have udgjort hovednæringsgrundlaget. I de sydlige dele af det nordeuropæiske lavland indgik tillige bl.a. bæver, ulv, ræv og los i jagtbyttet.
Derimod fik det betydning, da en ny varmeperiode, præboreal tid, satte ind omkring 9.500 f.Kr. Gennemsnitstemperaturen i juli steg nu til 16-18 °C. Rensdyrene begyndte at søge nordpå op over den frilagte sydlige del af skandinaviske halvø; til gengæld synes urokse, bison og vildhest at have indvandret, mens den irske kæmpehjort øjensynligt ikke overlevede de forandrede levevilkår. For Ahrensburgfolket som renlivede rensdyrjægere betød det, at de atter forlod det sydskandinaviske område og fulgte rensdyrflokkene nordpå. Det er sandsynligt, at den såkaldte Fosna-Hensbackakulturs udøvere i Norge og Bohuslen fra omkring 7.000 f.Kr. er de direkte efterkommere af Ahrensburgjægerne.

### Livsform
Ahrensburgkulturens udøvere var rensdyrjægere. De synes – efter Brommekulturens øjensynligt mere mangesidige levevis – at afspejle en tilbagevenden til rensdyrjagten som den vigtigste kilde til føde – under indtryk af de indtrufne klimatiske forandringer. De synes at have lagt deres jagtpladser i de passager, som rensdyrene måtte igennem på deres vandringer. Karakteristisk er i så henseende Stellmoor i Ahrensburg tunneldal, der udmærker sig ved stejle sider, en aflang sø igennem den centrale dalbund, hvorved den tørre del opsplittedes i to passager på hver side af søen, samt ved at have et "knæk" med et fremspringende bakkeparti, som dyrene måtte uden om, og hvor jægerne kunne ligge i baghold. Formentlig har bopladsen været i brug hele året rundt, men rensdyrjagten synes at være sket om efteråret.

### Bopladser
Den mest kendte og oplysningsgivende boplads er Stellmoor i Holsten, hvor der er fundet redskaber og affaldsrester i søaflejringer op til det egentlige bopladsområde, der har ligget på en mindre bakke. Boligen har formodentlig bestået af et 3,5 x 3 m stort ovalt telt eller en hytte.
Bopladsen har været benyttet fortrinsvis om efteråret, men tillige om foråret i flere år. Det ubetinget vigtigste jagtvildt har været rensdyr, af hvilke der fandtes spor af mindst 650. Desuden forekommer levn af elg, bison, vildhest, los, bæver, ulv og ræv. Ryper, gæs og ænder er også lejlighedsvis nedlagt.
På Lolland blev den gamle Hamburgkulturs jagtboplads Sølbjerg atter taget i brug. Det afspejler en tilbagevenden til de gammelkendte livsmønstre fra de tidlige tundrajægeres tid.

### Råstofkilder: rensdyr og flint
De to altafgørende råstofkilder for Ahrensburgkulturens udøvere var rensdyr og flint.
Rensdyret forsynede jægerne med kød og knoglemarv, skind, sener, takker, knogler til redskaber, klæder, bindemiddel og liner.

### Jagtvåben og redskaber
Ahrensburgjægernes jagtvåben var bue og pil med påsat pilespids, i ældre tid skafttungepile i lighed med Brommekulturens, men langt mindre, senere zonhovenspids (opkaldt efter en lokalitet i Holland og kendetegnet ved skråt afhug i stedet for skafttunge); begge disse pilespidstyper viser brugen af bue og pil. Desuden havde man harpuner af rentak.
Ahrensburgkulturens flintredskaber er alle dannet af flækker og omfatter både korte og lange flækkeskrabere med udbuet æg, kant- og midtstikler, enkelte bor, flækker med kant- og tværrettouche samt trapezformede og rhombiske mikrolitter og små, spinkle skafttungepile.

### Jagtmåde
Undersøgelser af flintespidser (eller fragmenter) i rensdyrknogler fra Stellmoor afslører, at dyrene har søgt – eller er blevet drevet – forbi skudstillinger, hvor jægerne har afventet dem. Når dyrene kom tæt nok på, så de ikke kunne stoppe eller vende om, har jægerne beskudt dem øjensynligt først fra siden og dernæst skråt bagfra; i de tilfælde, hvor dyrene søgte at svømme over søen til den modsatte bred, har jægerne fortsat beskudt dem fra land.

### Kult og ofringer
Fra Meiendorf kendes et enkelt og fra Stellmoor mere end 30 rensdyr, der med store sten i brystkassen er sænket ned i den bopladsen tilgrænsende sø. De opfattes som ofringer, muligvis af jagtårets første bytte. Men der er også grund til at opfatte disse "ofringer" som en frasortering af de mindre egnede byttedyr, fx yngre dyr, der ikke har så stor næringsværdi. En etnografisk parallel til adfærd hos mange eskimoer.
Ved Stellmoor fandtes desuden en to m lang pæl, tilspidset i den ene ende og med et rensdyrkranium fastgjort i den anden. Den opfattes som en slags totempæl for den jagtgruppe, der opholdt sig på stedet.

## Fundsteder
- Ahrensburg, Holsten
- Bonderup, Sjælland[11]
- Bramdrupgård, Sønderjylland
- Broksø, Sjælland
- Hjarup mose, Sønderjylland[5]
- Eskebjerg på Knudshoved Odde, Sydsjælland[5]
- Korsbjerggård, Sjælland
- Lindelse, Langeland
- Løjesmølle, Sjælland
- Meiendorf, Holsten
- Munkarp, Skåne
- Stellmoor, Holsten[11]
- Sølbjerg, Lolland
- Øbækken, Skåne